# Байгота Валерій Олександрович
Вале́рій Олекса́ндрович Байго́та — старший сержант Збройних сил України.

## Нагороди
За особисту мужність, сумлінне та бездоганне служіння Українському народові, зразкове виконання військового обов'язку відзначений — нагороджений
- орденом «За мужність» III ступеня (3.11.2015).